# 格朗維拉爾
格朗維拉爾（法語：Grandvillard，法語發音：[ɡʁɑ̃vilaʁ]）是瑞士弗里堡州的一个市镇，位於該國西部，面積24.16平方公里，海拔高度762米，截至2018年12月31日总人口为844人。